# 팥배나무
팥배나무(학명: Alniaria  alnifolia)는 장미과 팥배나무속 식물이다. 꽃이 배꽃 같고 열매가 팥 같이 작은 것에서 이름이 유래하였으며, 감당(甘棠)이라고도 한다.
북유럽이나 대한민국 등지에서 가을 조경수로 식재한다.

## 생김새
갈잎 큰키나무로 키는 10~20m에 이르며 흉고직경은 30cm이다. 수관은 어린 나무의 경우 원기둥 또는 원뿔형이나 나이를 먹으면서 점차 둥글어지고 가지들은 위로 꺾이며 눈은 가늘어진다. 나무껍질은 회갈색이거나 흑갈색이고 껍질눈이 발달했다. 어린 가지는 자줏빛이 난다. 잎은 윗면은 녹색이며 뒷면에는 가늘고 하얀 털들이 나 있다. 길이 5~10cm 너비 3~6cm이다. 어긋나고 달걀 모양이거나 타원 모양이고 끝이 뾰족하며 가장자리에 불규칙한 겹톱니가 있다. 5월에 가지 끝의 지름 4~8cm의 산방꽃차례에서 6~10개의 백색의 꽃잎 다섯 장과 20개의 황백색 수술로 이루어진 지름 10~18mm의 꽃들이 모여 핀다. 꽃은 지름 1cm 정도이다. 열매는 둥근 이과이다. 열매는 9월에 여는데 지름 1cm 정도 되며 끝부분이 움푹 들어가 있고 팥 모양과 비슷한 타원 모양이며 빨갛게 익는다. 열매를 단 채 겨울을 난다.

## 분포
중국 동·북부, 대만, 한국, 일본 등의 동아시아에 분포한다.

## 분류
때때로 독자 속을 가진 Micromeles alnifolia으로 분류되며 열매의 활엽성 꽃받침 부분에서 다른 마가목류와 다르다.(다른 마가목류의 경우 꽃받침이 떨어지지 않고 지속된다. 그러나 유전적 증거에 따르면 유럽팥배나무에 가깝다.

### 아종
- 벌배나무 A. alnifolia var. lobulata (Koidz.) Rehder
- 왕잎팥배나무 A. alnifolia var. macrophylla T. Lee - 잎이 훨씬 길고 열매가 1cm가 넘는 것이 열린다.
- 털팥배나무 A. alnifolia var. hirtella T. Lee - 잎 뒷면의 털이 끝까지 떨어지지 않는다.
- Alniaria alnifolia 'Submollis'
- Alniaria alnifolia 'Skyline' - 빗자루형 생장을 하는 품종이다.[4]

## 사진

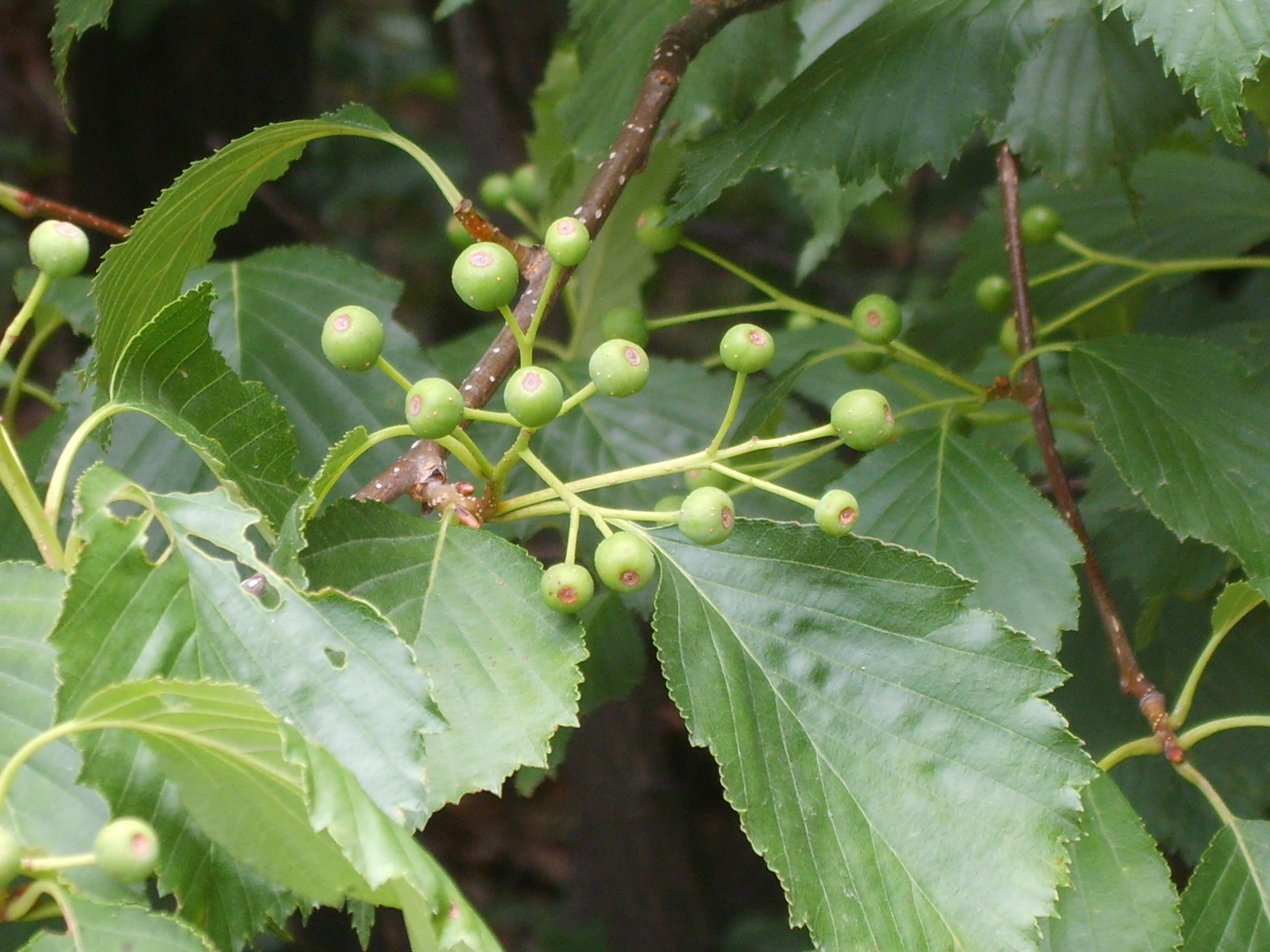
열매
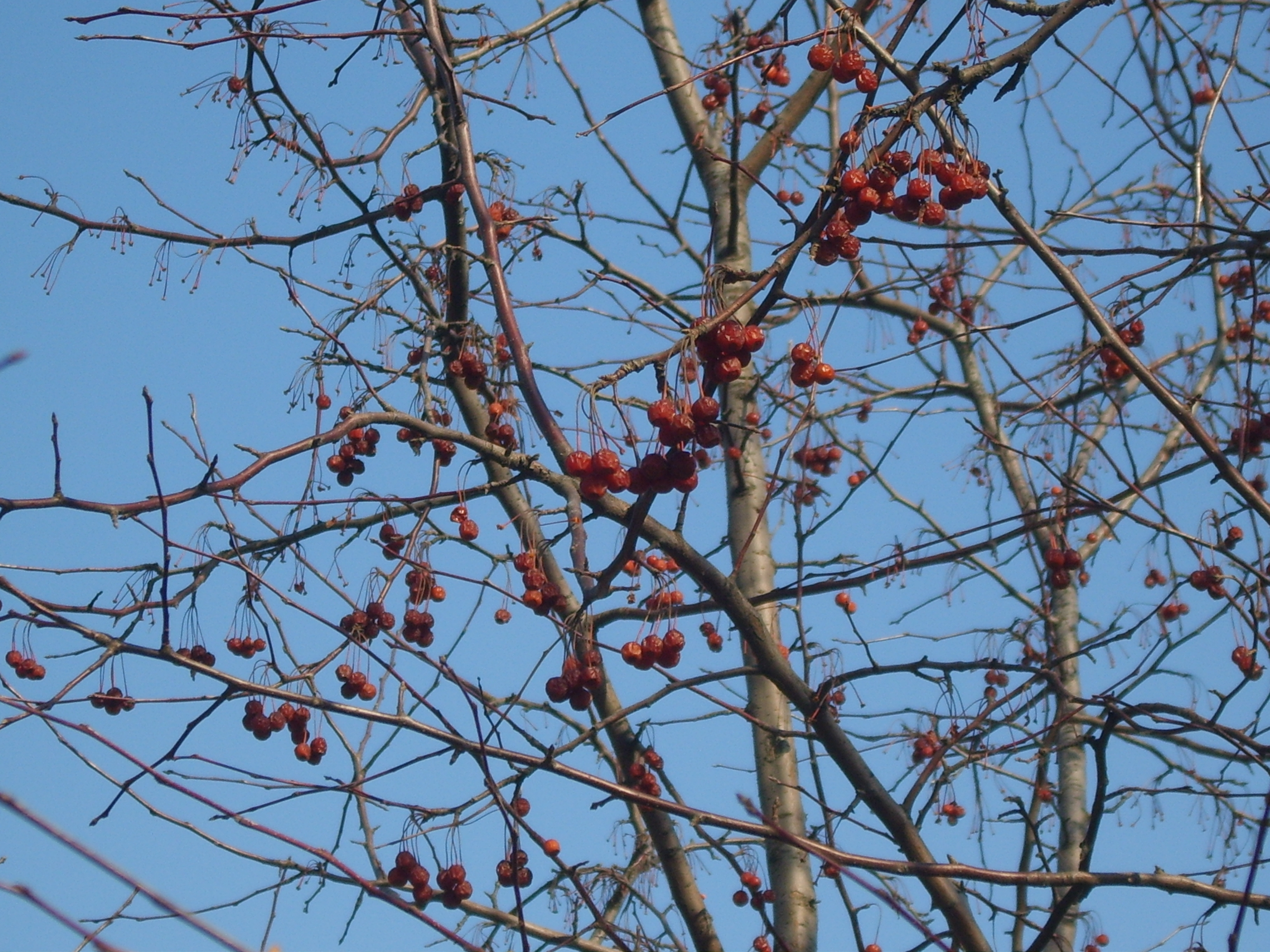
한겨울에도 달려 있는 붉은 열매

## 내용주
1. ↑  Rushforth, Keith (2018년 12월 21일). “The Whitebeam problem, and a solution” (PDF). 《Phytologia》 100 (4): 222–247. 2021년 8월 24일에 확인함. Key to the genera in the Malinae
2. ↑  《English Names for Korean Native Plants》 (PDF). Pocheon: Korea National Arboretum. 2015. 641쪽. ISBN 978-89-97450-98-5. 2017년 5월 25일에 원본 문서 (PDF)에서 보존된 문서. 2016년 12월 16일에 확인함 – Korea Forest Service 경유.
3. ↑  Botanic Gardens Conservation International (BGCI) & IUCN SSC Global Tree Specialist Group (2019). “Sorbus alnifolia”. 《IUCN 적색 목록》 (IUCN) 2019: e.T136775581A136775583. doi:10.2305/IUCN.UK.2019-1.RLTS.T136775581A136775583.en. 2024년 5월 31일에 확인함.
4. 1 2 3 4 5  Rushforth, K. (1999). Trees of Britain and Europe. Collins ISBN 0-00-220013-9.
5. 1 2  Lu Lingdi and Stephen A. Spongberg. “Sorbus alnifolia”. 《Flora of China》. Missouri Botanical Garden, St. Louis, MO & Harvard University Herbaria, Cambridge, MA. 2012년 6월 30일에 확인함.

## 참고주
- 《우리가 정말 알아야 할 우리 나무 백 가지》(현암사, 1995) ISBN 89-323-0830-6
- 《조경수목 핸드북》(광일문화사, 2000) ISBN 89-85243-25-X
- 《나무 쉽게 찾기》(진선출판사, 2004) ISBN 978-89-7221-414-4